# Tangaxuan II
Tzimtzincha-Tangaxuan II (... – 1530) è stato l’ultimo monarca dello stato dei Tarasco, il regno di P'urhépecha, dal 1520 al 1530.
Venne battezzato col nome di Francisco quando il suo regno strinse un patto di alleanza con Hernán Cortés. Venne poi arso sul rogo da Nuño Beltrán de Guzmán.

## Biografia
Dopo aver saputo della caduta dell'impero azteco, il Caconzi tarasco Tangáxuan II mandò emissari dai vittoriosi spagnoli. Alcuni spagnoli andarono con loro a Tzintzuntzán dove furono presentati al re con cui si scambiarono dei doni. Tornarono da Cortés con oggetti d'oro, alimentando il suo interesse per questa terra. 
Nel 1522 alcuni spagnoli guidati da Cristóbal de Olid andarono in territorio tarasco, arrivando a Tzintzuntzan nel giro di pochi giorni. L'esercito tarasco era composto da molte migliaia di guerrieri, forse 100 000, ma al momento cruciale decisero di non combattere. Tangáxuan si sottomise agli spagnoli, e grazie alla sua cooperazione gli fu concessa larga autonomia. Questo portò ad uno strano accordo in cui sia Cortés che Tangáxuan erano considerati regnanti di Michoacán per gli anni successivi: la popolazione locale doveva pagare tributi ad entrambi. 
Quando gli spagnoli scoprirono che Tangáxuan era ancora il regnante de facto sull'impero, e consegnava loro solo una piccola parte di quello che prendeva dalla popolazione locale, mandarono il violento conquistador Nuño Beltrán de Guzmán che si alleò ad un nobile tarasco di nome Don Pedro Panza Cuinierángari, e fece giustiziare il Caconzi. Iniziò allora un periodo violento e tumultuoso. Nei successivi decenni i governanti fantoccio tarasco furono nominati dal governo spagnolo.